# Haplolabida diplodonta
Haplolabida diplodonta là một loài bướm đêm trong họ Geometridae.